# Vrije heerlijkheid
Een vrije heerlijkheid was van de middeleeuwen tot de Franse tijd (ca. 1795) een feodale bestuursvorm in de Nederlanden. Het verschil tussen een vrije of allodiale heerlijkheid en andere "gewone" heerlijkheden was dat binnen de vrije heerlijkheid de landheer niet alleen de heerlijke rechten bezat, maar tevens eigenaar van alle bezittingen was. Alle onroerende goederen binnen de heerlijkheid konden worden verpacht, maar bleven in bezit van de heer. Een vrije heerlijkheid was tevens een hoge heerlijkheid; het omgekeerde hoefde echter niet het geval te zijn.